# Polia vespertilio
Polia vespertilio là một loài bướm đêm trong họ Noctuidae.